# Lou Bega
Lou Bega (* 13. dubna 1975, Mnichov; vlastním jménem David Lubega) je německý zpěvák latinskoamerické hudby, jenž se proslavil zejména díky písni „Mambo No. 5“ ze své první desky.
Mnichovský elegán, jemuž v žilách koluje siciliánská a ugandská krev, se hlásí především k mexickému králi mamba Pérezovi Pradovi. V jeho písních jsou na prvních místech vždy ženy, hudba, slunce, rodina a radost ze života. David byl odmala velkým světoběžníkem – do šesti let žil většinu času s matkou v Itálii, posléze se přestěhovali do Mnichova, kde také navštěvoval základní školu. V patnácti žil rok a půl v Miami a půl roku žil také v Ugandě. V současné době[kdy?] se vrátil do Německa, kde žije v Mnichově. Je jedním z autorů textů kapely Groove Coverage.
30. srpna 1999 vyšel z jeho první desky další singl, tentokráte „I Got a Girl“. Ač se v hitparádách často objevoval v první desítce, na první místo v žádné nedosáhl a nebyl tudíž tak úspěšný jako jeho předchůdce. Další singly z alba už příliš známé nejsou – „Tricky, Tricky“ (7. prosince 1999) se stal mírným hitem jen ve Švédsku a v USA a „Mambo Mambo“ (5. června 2000) zaznamenal větší úspěch jen ve Francii a ve valonské části Belgie.
Na úspěšný debut se snažil navázat, ale bez většího úspěchu. 28. května 2001 vydal druhé album pod názvem Ladies and Gentlemen, které ale nezaznamenal takřka nikdo. Nejzajímavější částí alba se tak stala píseň „Baby Keep Smiling“, kterou si zazpíval společně s Compayem Segundou z legendárního Buena Vista Social Clubu. Bega na album také zařadil svou verzi legendárního hitu „Just a Gigolo / I Ain´t Got Nobody“.

## Diskografie
Alba
- A Little Bit of Mambo (1999)
- Ladies and Gentlemen (2001)
- Lounatic (2005)
- Free Again (2010)
- A Little Bit of 80's (2013)